# Mixomelia
Mixomelia é um gênero de traça pertencente à família Arctiidae.